# Chikka Tumkur, Dod Ballapur
Chikka Tumkur là một làng thuộc tehsil Dod Ballapur, huyện Bangalore Rural, bang Karnataka, Ấn Độ.